# Jean-Loup Felicioli
Jean-Loup Felicioli (geboren am 18. Juli 1960 in Albertville, Frankreich) ist ein französischer Grafiker.

## Leben
Felicoili studierte an den Kunsthochschulen in Annecy, Straßburg, Perpignan und Valence. Seit 1987 arbeitet er im Folimage Animation Studio.

## Auszeichnungen
Gemeinsam mit Alain Gagnol wurde Felicoili für seinen Animationsfilm A Cat in Paris für den César 2011 in der Kategorie „Bester Animationsfilm“ nominiert, zudem erfolgte am 24. Januar 2012 eine Nomination für den Oscar 2012 in der Kategorie „Bester animierter Spielfilm“. Derselbe Film war zudem beim Europäischen Filmpreis 2011 für den Besten Animationsfilm nominiert.

## Filmographie
- 1989: Sculptures (Kurzfilm)
- 1991: Le Wall (Kurzfilm)
- 1995: Der Egoist (L’égoïste, Kurzfilm)
- 1998: Das Leben geht weiter (Les tragédies minuscules, Fernsehserie)
- 2001: Der Duft des Lebens (Le nez à la fenêtre, Kurzfilm)
- 2005: Der Korridor (Le couloir, Kurzfilm)
- 2006: Düstere Zeiten (Mauvais temps, Kurzfilm)
- 2011: A Cat in Paris (Une vie de chat)